# Kalnîțke, Novi Sanjarî
Kalnîțke (în ucraineană Кальницьке) este un sat în comuna Suprotîvna Balka din raionul Novi Sanjarî, regiunea Poltava, Ucraina.

## Demografie
Componența lingvistică a localității Kalnîțke
     Ucraineană (66,67%)
     Rusă (16,67%)
     Română (16,67%)
Conform recensământului din 2001, majoritatea populației localității Kalnîțke era vorbitoare de ucraineană (66,67%), existând în minoritate și vorbitori de rusă (16,67%) și română (16,67%).